# یوزو کایاما
یوزو کایاما (به ژاپنی: 加山 雄三 Kayama Yūzō) بازیگر و موسیقیدان ژاپنی است. او توانایی‌های خود را برای درام هنگامی نشان داد که آکیرا کوروساوا او را در سال ۱۹۶۵ برای فیلم خود ریش‌قرمز با بازی توشیرو میفونه انتخاب کرد.